# Джальджулия
Джальджулия, Джальджулья (ивр. גַ'לְג'וּלְיָה‎, араб. جلجولية‎) — арабский местный совет в Израиле около Кфар-Савы.

## История
Во времена римской империи деревня называлась Гальгулиус, а в период крестовых походов крестоносцев в 1241 её называли Джоргилия.
В 1265 году султан Бейбарс I выделил равные части деревни трём своим эмирам. Один из них, эмир Бадр ад-Дин Бакташ аль-Фарки, включил свою часть деревни в Вакуф, который он основал.

### Османская эра
В 1517 году деревня (вместе со всей Палестиной) была присоединена к османской империи. В 1596 в дафтар (налоговых списках) значится как Нахия Бану Саб района Наблуса, с населением в 100 домов. Все население — мусульмане.
Во время египетского похода Наполеона значится на карте как Гельгели.
В 1870 население деревни составило 600 жителей. В 1882 году место описывается как большая саманная деревня на равнине. Мечеть отмечена как красивая, но разрушенная. Также упоминается разрушенный постоялый двор (хан).
Во время Синайско-Палестинской кампании Первой мировой войны деревня находилась на линии фронта, и ей был нанесен ущерб британской артиллерией.

### Британский мандат
Во время переписи Палестины 1922 года британцами население составляло 123 человека (все мусульмане), а в 1931—260 человек, 60 домов (по прежнему, все мусульмане).
В 1945 население деревни составило 740 жителей-арабов. Они владели 11 873 дунамами земли, и 447 дунамов были общими. Евреи владели 365 дунамами. 2708 дунамов были выделены под цитрусы и бананы, 175 дунамов — плантации и орошаемая земля, 9301 — злаки, 15 дунамов — застроенная земля.
После войны за независимость Израиля 1948 года Джальджулия была на арабской стороне линии прекращения огня, и её земля была конфискована Израилем. Перешла Израилю в 1951 году в обмен на территории в южной части гор Хеврона, однако её земли были переданы новым репатриантам.

## Население
По данным Центрального статистического бюро Израиля, население на начало 2020 года составляло 10 148 человек.